# Roma Maxima
Roma Maxima (bis 2008 Giro del Lazio, „Latium-Rundfahrt“) war ein Eintagesrennen im Radrennfahren, das in der italienischen Region Latium ausgetragen wurde.
Der 1933 zum ersten Mal ausgetragene Wettkampf gehörte von 2005 bis 2008 zur UCI Europe Tour und war in die UCI-Kategorie 1.HC eingestuft. Nachdem das Rennen nach der Austragung des Jahres 2008 nicht mehr ausgetragen worden war, nahm der Organisator RCS Sport im Jahr 2013 die Tradition wieder auf und veranstaltete das Rennen unter dem Namen Roma Maxima. Die Neuauflage wurde vom Weltradsportverband UCI in Kategorie 1.1 eingereiht. Nach einer weiteren Austragung im Jahr 2014 wurde die Veranstaltung eingestellt.

## Sieger
| - 2014 Alejandro Valverde - 2013 Blel Kadri - 2009-2012 nicht ausgetragen - 2008 Francesco Masciarelli - 2007 Gabriele Bosisio - 2006 Giuliano Figueras - 2005 Filippo Pozzato - 2004 Juan Antonio Flecha - 2003 Michele Bartoli - 2002 Paolo Bettini - 2001 Massimo Donati - 2000 Maximilian Sciandri - 1999 Sergio Barbero - 1998 Andrea Tafi - 1997 Alessandro Baronti - 1996 Andrea Tafi - 1995 Pascal Richard - 1994 Maurizio Fondriest - 1993 Pascal Richard - 1992 Gianni Bugno - 1991 Andrea Tafi - 1990 Maurizio Fondriest - 1989 Charly Mottet - 1988 Charly Mottet - 1987 Roberto Pagnin - 1986 Urs Zimmermann | - 1985 Bruno Leali - 1984 Francesco Moser - 1983 Silvano Contini - 1982 Dag Erik Pedersen - 1981 Gianbattista Baronchelli - 1980 Bernt Johansson - 1979 Silvano Contini - 1978 Francesco Moser - 1977 Francesco Moser - 1976 Roger De Vlaeminck - 1975 Roger De Vlaeminck - 1974 Roberto Poggiali - 1973 Giovanni Battaglin - 1972 Martin Van Den Bossche - 1971 Franco Mori - 1970 Michele Dancelli - 1969 Flavio Vicentini - 1968 Giancarlo Polidori - 1967 Felice Gimondi - 1966 Michele Dancelli - 1965 Franco Bitossi - 1964 Bruno Mealli - 1963 Adriano Durante - 1962 Nino Defilippis - 1961 Bruno Mealli - 1960 Giuseppe Fallarini - 1959 Diego Ronchini | - 1958 Nino Defillipis - 1957 Ercole Baldini - 1956 Fiorenzo Magni - 1955 Loretto Petrucci - 1954 Angelo Conterno - 1953 Giorgio Albani - 1952 Dante Rivola - 1951 Fiorenzo Magni - 1950 Annibale Brasola - 1949 Annibale Brasola (Profis) Virgilio Salimbeni (Amateure) - 1948 Pietro Guidici - 1947 Michele Motta - 1946 Zoarini Guidi - 1945 Gino Bartali - 1944 nicht ausgetragen - 1943 Quirino Toccacelli - 1942 Osvaldo Bailo - 1941 Adolfo Leoni - 1940 Gino Bartali - 1939 Mario Vicini - 1938 Cesare Del Cancia - 1937 Gino Bartali - 1936 Rinaldo Gerini - 1935 Giuseppe Martano - 1934 Renato Scorticato - 1933 Giovanni Valetti |